# Slowakischer Aufstand

Flagge der slowakischen Freiwilligenverbände mit der Aufschrift: „Brüderlichkeit und Einigkeit. Für den König und das slowakische Volk. Ruhm allen Slowaken!“

Der Slowakische Aufstand von September 1848 bis November 1849 (nicht zu verwechseln mit dem Slowakischen Nationalaufstand von 1944) ist die Bezeichnung für drei slowakische bewaffnete Feldzüge gegen die Magyaren im Rahmen der Revolution von 1848 und 1849 in der Geschichte der Slowakei. 
Die führenden Persönlichkeiten waren die Slowaken Ľudovít Štúr, Jozef Miloslav Hurban, Michal Miloslav Hodža, Janko Kráľ und der tschechische militärische Führer Bedřich Bloudek.

## Allgemeine Entwicklungen (Die Revolution von 1848 in Ungarn)
Nachdem es am 15. März nach Paris, Prag und Wien auch in Pest zu Revolten gekommen war, unterzeichnete der Kaiser von Österreich am 11. April in Pressburg die von Lajos Kossuth entworfenen und vom ungarischen Landtag in Pressburg verabschiedeten sogenannten Märzgesetze. Diese schufen einen weitgehend autonomen magyarischen Nationalstaat, in dem die Kleinbauern befreit wurden (Abschaffung der Hörigkeit) und Ungarisch als einzige Amtssprache galt. Da niemand mit der „unfertigen“ Liberalisierung zufrieden war, Wien über die Unabhängigkeitsbestrebungen der Ungarn empört war und die Anliegen der Nicht-Magyaren ignoriert wurden, war ein Bürgerkrieg vorbestimmt. 
Anfangs kam es zu Revolten der einfachen Bevölkerung, dann führten die Magyaren Kriege gegen die Nicht-Magyaren in ihrem Königreich (gegen die Serben (seit Juni 1848), dann auch gegen die Kroaten, Rumänen, Slowaken, Russinen, Siebenbürger Sachsen) und vor allem gegen kaiserlich-österreichische Truppen, die im September 1848 eine kroatische Armee Richtung Pest schickten. Ende September löste dann der Kaiser den ungarischen Landtag auf und erklärte in Ungarn den Kriegszustand. Ende 1848 unternahmen kaiserliche Truppen über die Slowakei mit Unterstützung slowakischer Truppen (siehe weiter) einen Angriff gegen Ungarn und besetzten am 5. Januar 1849 Pest. Am 7. März löste der österreichische Kaiser den österreichischen Reichstag auf und erließ die sogenannte Oktroyierte Märzverfassung. Im Königreich Ungarn wurde die ungarische Verfassung abgeschafft und Kroatien, Siebenbürgen und die Militärgrenze von Ungarn abgetrennt. Die Gebiete der Slowaken, Russinen, Deutschen und Rumänen in Ungarn wurden dagegen nicht einmal auf Verwaltungsniveau innerhalb Ungarns abgegrenzt. 
Im April wurden aber die Kaiserlichen von den Magyaren unerwartet wieder aus Ungarn verdrängt, wobei der ungarische Landtag am 14. April die Absetzung der Habsburger und eine völlige Unabhängigkeit erklärte. Der Kaiser verbündete sich danach mit den Russen, und Mitte Juni begann eine österreichisch-russische Großoffensive von Norden und Westen gegen Ungarn. Am 13. August kapitulierten die Ungarn nach der Schlacht von Világos (Şiria bei Arad). Die Ungarische Revolution war damit praktisch beendet. Als letzte kapitulierte die Stadt Komárno/Komorn im September 1849.

## Entwicklungen in der Slowakei (Slowakischer Aufstand)
Im Rahmen der Revolten der armen Bevölkerung im Frühling 1848 gab es auch in Oberungarn, der heutigen Slowakei, eine Revolte der Bergleute von Banská Štiavnica/Schemnitz, Revolten der armen Stadtbevölkerung in Bratislava/Pressburg, Nitra/Neutra, Trnava/Tyrnau usw. sowie Gewaltausbrüche im Komitat Hont unter der Führung von Janko Kráľ. Dann fanden zahlreiche Volksversammlungen statt. Eines der Ergebnisse dieser Versammlungen war am 10. Mai 1848 die radikale Petition „Forderungen der slowakischen Nation“, die von Ľudovít Štúr und 30 seiner Anhänger nach dem Vorbild ähnlicher Petitionen der Kroaten und Serben ausgearbeitet und bei Liptovský Mikuláš/Liptau-St.-Nikolaus verlesen wurden. Verlangt wurden unter anderem die Befreiung für alle Bauern, Presse- und Versammlungsfreiheit, Föderalisierung des Königreichs Ungarn, Verwendung des Slowakischen in den Schulen und Ämtern und slowakischsprachige Mittel- und Hochschulen.
Die Hauptautoren Ľudovít Štúr, Jozef Hurban und Milan Hodža mussten danach in andere Teile der Monarchie flüchten (Prag, Kroatien, Serbien, Wien) und nahmen dort auch an den Revolutionen teil. In Wien gründeten sie (bei der Karlskirche) am 16. September den Slowakischen Nationalrat als das politische und militärische Zentralorgan (eine Art Regierung) für den geplanten bewaffneten Aufstand. Seine Anführer waren Štúr, Hurban und Hodža und drei tschechische Militärs. Es folgte der sogenannte Erste oder September-Feldzug (6000 Freiwillige, vor allem Studenten), bei dem ein kleines Gebiet um die Stadt Myjava besetzt werden konnte, die Unabhängigkeit der Slowaken bezüglich der Magyaren erklärt wurde und slowakische Verwaltung eingerichtet wurde. Am 28. September wurden sie aber geschlagen.
Dann fanden im Oktober die ersten Kämpfe der Kaiserlichen mit den Magyaren in Oberungarn statt und die Slowaken verbündeten sich mit Wien gegen die Magyaren. Es folgte der sogenannte Zweite oder Winter-Feldzug (November 1848 bis April 1849). Zwei slowakische Freiwilligentruppen wurden als Sondereinheiten im Rahmen eines groß angelegten Feldzugs der kaiserlichen Armee eingesetzt. Die eine war in der südwestlichen Slowakei tätig, die andere im Norden und Osten. Wichtig war vor allem die zweite Einheit, die am 4. Dezember 1848 zusammen mit den Kaiserlichen die Slowakei von Schlesien kommend betrat. Nach zahlreichen Kämpfen wurden die letzten Ungarn Ende Februar 1849 aus der Slowakei gedrängt. Auf den von den kaiserlichen Truppen und der slowakischen Freiwilligentruppe besetzten Gebieten (die Ostslowakei wurde direkt von slowakischen Freiwilligen kontrolliert) wurde seit dem 6. Dezember 1848 auf Gemeinde- sowie Komitatsniveau eine neue, überwiegend slowakische Verwaltung eingesetzt, die vom Slowakischen Nationalrat auf Volksversammlungen ernannt wurde. Die Amtssprache war – zum ersten Mal in der Geschichte ganz offiziell – die slowakische Sprache. Im Februar und März 1849 wurden die Nationalräte aber von Wien aus wieder durch konservative ungarische Adelige ersetzt. Im April wurden die slowakischen Freiwilligentruppen und die Kaiserlichen von ungarischen Truppen aus der Slowakei verdrängt. In diesem Zusammenhang brachen Anfang Mai zwei Volksaufstände in der Nordslowakei aus, die vergeblich zu verhindern versuchten, dass die kaiserlichen Truppen in der Slowakei von den Ungarn geschlagen wurden.
Nach der Verkündung der Oktroyierten Märzverfassung legten die Slowaken dem Kaiser am 20. März die sogenannte Märzbittschrift vor, in der sie als Belohnung für den Winter-Feldzug – so wie es ihnen vom Kaiser vor dem Feldzug versprochen worden war – die Anerkennung der slowakischen Nation, die Schaffung eines Landtags und Slowakisch als Amtssprache verlangten. Der österreichische Innenminister sowie der Kaiser versprachen den Slowaken daraufhin die Erfüllung ihrer Forderungen und der Finanzminister schlug dem Kaiser sogar vor, seinen Titel um „Großfürst der Rumänen, Ruthenen und Slowaken“ zu erweitern. Es wurden drei für die Slowaken zuständige Vertrauenspersonen bei der Regierung in Wien ernannt (bis Ende 1849), darunter v. a. Ján Kollár, die auch entsprechende sehr ausführliche Berichte über die katastrophale nationale Lage der Slowaken im Königreich Ungarn verfassten. Nach der Niederlage der Kaiserlichen in Ungarn im April beschloss die Regierung in Wien jedoch, dass über die Lage der Slowaken nunmehr erst nach der Niederschlagung der ungarischen Revolution entschieden werden sollte. Als aber die Slowaken im Juni bei der geplanten kaiserlich-russischen Offensive wieder gebraucht wurden, erfüllte Wien zumindest einige ihrer Forderungen. So wurden beispielsweise sogenannte Distriktkommissare für die Slowakei ernannt, um das Slowakische als Amtssprache einzuführen (was dann aber nur zum Teil verwirklicht wurde) und seit dem 10. Juli erschien auf Initiative von Alexander von Bach in Wien die Slovenské noviny (Slowakische Zeitung; erschien bis 1861). Die Slowaken stellten im Gegenzug neue Freiwilligentruppen auf. Mitte Juni griff die kaiserliche Armee von Westen (heutiges Ungarn) und die russische Armee in mehreren Wellen von Norden (Orava und die Zips) und Osten (Dukla-Pass) an. Anfang Juli drängten die Russen magyarische Truppen aus der Slowakei zurück. Erst am 9. August, als die Magyaren bereits fast geschlagen waren, wurden die im Mai gebildeten slowakischen Freiwilligentruppen (Dritter Feldzug: August bis November 1849) vom Kaiser von Bratislava aus in das Gebiet der strategisch wichtigen mittelslowakischen Bergbaustädte geschickt. Sie lösten am 30. August die russischen Garnisonen in Banská Bystrica ab. Da zu diesem Zeitpunkt die Kämpfe bereits im heutigen Ungarn stattfanden, kämpften diese Truppen nicht mehr – sie sicherten nur das Hinterland der russischen und kaiserlichen Armee und unternahmen mehrere erfolgreiche Feldzüge gegen magyarische Guerilla-Gruppen im Gömör-Zipser Erzgebirge (im Komitat Gemer).
Zwischen dem 17. September und dem 9. Oktober 1849 fand in Wien eine besondere Konferenz unter dem Vorsitz des Kaisers statt, die über die Zukunft Ungarns, vor allem über seine (Nicht-)Föderalisierung entscheiden sollte. Am 10. Oktober legten etwa 100 Persönlichkeiten dem Kaiser eine gemeinsame Petition vor, die unter anderem die Schaffung des separaten Kronlandes Slowakei forderte. Obwohl Kaiser Franz Joseph I. versprach, alles zu tun, was in seiner Macht stand und was „auf das Glück der Bittsteller gerichtet ist“, wurde zum Schluss der Konferenz verkündet, dass die Slowakei weiterhin integraler Bestandteil Ungarns bleiben werde. Slowakisch durfte allerdings in den Volksschulen sowie zumindest von niederen Beamten verwendet werden.
Die slowakischen Freiwilligentruppen wurden am 21. November in Bratislava/Pressburg vor dem heutigen Regierungsgebäude feierlich aufgelöst und die gesamte Slowakei in der Folge von kaiserlichen (das heißt österreichischen) Truppen besetzt.
Die Zusammenarbeit der Slowaken mit Wien im Rahmen der Revolution brachte den Slowaken somit fast nichts. Ansonsten bewirkte die Revolution von 1848/1849 in Ungarn jedoch die Bauernbefreiung, eine formelle Gleichheit aller Bürger vor dem Gesetz und wirtschaftlich die Durchsetzung des Kapitalismus im Königreich Ungarn.